# Човган (игра)
Човган или Чоган (перс. چوگان čōwgan), је спортска тимска игра са коњима која потиче из древног Ирана (Персија). Сматрала се аристократском игром и одржавала се у посебном пољу, на посебно обученим коњима. Игра је била распрострањена међу азијским народима. Игра се у Ирану, Републици Азербејџан и међу Таџицима и Узбецима.
Човган у Републици Азербејџан је 2013. године уврштен на Унескову листу нематеријалног културног наслеђа коме је потребна хитна заштита.
Касније је усвојен у западном свету, данас познат као поло.

## Историја
Човган је настао у древном Ирану (Перзија) и био је персијски национални спорт који је племство у великој мери играло. Жене су играле добро као и мушкарци. Човган је настао средином првог миленијума нове ере, као тимска игра. Био је веома популаран током векова на Блиском истоку. Фрагменти игре су периодично приказивани у античким минијатурама, а детаљни описи и правила игре давани су и у античким рукописима. Човган је иранска традиционална игра јахања уз музику и приповедање; има историју дугу преко 2.000 година у Ирану и углавном се играо на краљевским дворовима и градским пољима. Неки аутори наводе датуме од 5. века пре нове ере (или раније)  до 1. века нове ере  за његово порекло од Медијаца. Свакако, најранији записи о игри су везани за Медијце (стари ирански народ). Током периода Партског царства (247. п. н. е. до 224. године н.е.), спорт је имао велико покровитељство краљева и племића. Према Оксфордском речнику касне антике, поло (познат као човган на перзијском), била је персијска игра лоптом и важна забава на двору Сасанидског царства (224–651). То је такође био део краљевског образовања за сасанидску владајућу класу. Цар Шапур II научио је да игра поло када је имао седам година 316. године. Познат као човган и данас се игра у региону.
Енглези су имали велику улогу у ширењу и развоју игре у Европи и целом свету. Тако је човган – донет из Индије у Енглеску у 19. веку постао популарнији, а додавање нових правила погодовало је брзом ширењу ове игре у Европи и САД. Наиме, на иницијативу Енглеза ова игра је добила данашњи назив – поло и уврштена је у програм Олимпијских игара одржаних 1900. године у Паризу. На такмичењима је учествовало 5 екипа из три земље.

### Човган у Ирану
Човган, познат као човкан у Сасанидском царству (средњеперсијски: čowkān), је био део краљевског образовања за сасанидску владајућу класу. Суседни источни Римљани су преузели човган од Сасанијаца и назвали га tzykanion, што потиче од средњоперсијске речи. За време владавине Теодосија II, римски царски двор је почео да игра циканион на циканистериону (стадиону). У време династије Танг (618–907), постојали су записи о полоу у Кини. Према Оксфордском речнику касне антике, популарност полоа у Танг Кини је „без сумње поткрепљена присуством сасанидског суда у егзилу“.
Поло је у почетку била игра за обуку коњичких јединица, обично краљеве гарде или других елитних трупа. Временом је поло постао ирански национални спорт који племство нормално игра. Игру су играле и жене и мушкарци, на шта указују референце на краљицу и њене даме које су ангажовале краља Хозроја II Парвиза и његове дворјане у 6. веку нове ере. Фирдуси, чувени ирански песник-историчар, даје низ извештаја о краљевским чоганским турнирима у свом епу из 9. века, Шахнаме (Књига о краљевима). У најранијем извештају, Фирдуси романтизује међународну утакмицу између Туранске силе и следбеника Сијаваша, легендарног иранског принца из најранијих векова Царства; песник је елоквентан у хваљењу Сијавашевог умећа на терену. Фирдуси такође говори о цару Шапуру II из Сасанидске династије из 4. века који је научио да игра поло када је имао само седам година. Трг Накш-е Џахан у Исфахану је у ствари поло игралиште које је изградио краљ Абас I у 17. веку.
Султан Кутб ал-Дин Аибак, туркијски војни роб из данашњег северног Авганистана који је потом постао цар северне Индије, владао је као цар само четири године, од 1206. до 1210. године, али је случајно умро 1210. играјући поло. Док је играо поло на коњу, његов коњ је пао и Аибак је био набијен на предњи део седла. Сахрањен је у близини базара Анаркали у Лахореу (који је сада у Пакистану). Аибаков син Арам, умро је 1211, па га је Шамс-уд-дин Илтутмиш, још један војни роб туркијског порекла који је био ожењен Аибаковом ћерком, наследио као султан од Делхија.
Из Персије, поло се проширио на Византинце (који су га звали циканион), а након муслиманских освајања на династије Ајубида и Мамелука у Египту и Леванту, чије су га елите фаворизовале изнад свих других спортова. Познати султани као што су Саладин и Бајбарс били су познати по томе што су га играли и подстицали на свом двору.
Касније је поло пренет из Персије у друге делове Азије, укључујући Индијски потконтинент  и Кину, где је био веома популаран током династије Танг и често се приказивао на сликама и статуама. Вредан за обуку коњице, играо се у средњем веку од Цариграда до Јапана. На истоку је познат као Игра краљева. За име поло се каже да потиче од тибетанске речи „пулу“, што значи лопта. 2017. године чоган у Исламској Републици Иран уврштен је на Унескову листу културне баштине.

### Човган у Азербејџану
У Азербејџану, човкан (азер. Çövkən) се сматра националним спортом. Различити античке слике и керамика сугеришу да спорт тамо има дугу историју. На пример, током археолошких ископавања у области Оран-Гала пронађена је посуда са фрагментима слика човганске игре, што индиректно сугерише да је игра постојала током 11. века око града Бејлаган. Помиње игре човган се такође појављују у „Хозроје и Ширин“, песми персијског песника и мислиоца Низамија Ганџавија, и на страницама турског класичног епа „Kitaby Dädem Gorkut“.
Једна од варијанти ове игре била је широко култивисана у Азербејџану. Овде два тима теже да постигну гол са посебним штаповима. Правила у савременом издању игре су следећа: два гола ширине 3 метра са полукружним површинама пречника 6 метара су фиксирана на довољно великој површини. Игра се играла гуменом лоптом или лоптом плетеном од кожних каишева. Штапови могу бити различити по облицима. Код азербејџанских коњаника подсећају на пастирски јарлиг. У сваком тиму има 6 играча, од којих 4 делују као нападачи и два као бекови. Ови други могу да играју само на својој половини терена. Голови се могу постићи иза граница казненог простора. Трајање игре је 30 минута у два периода. Традиционално Карабашки коњи су најбољи избор захваљујући комбинацији агилности и релативно мирног темперамента.
Године 1979. документарни филм под називом „Човган игра“, који је снимио азербејџански филмски студио Јафар Јабарли, забележио је правила спорта и историјски развој. Међутим, у совјетској ери дошло је до пада овог спорта скоро до заборава. Последњих година, међутим, спорт се донекле опоравио. Од 2006. Азербејџан одржава национални турнир у децембру познат као Куп председника у Републичком центру за коњички туризам, у Дашјузу код Шакија. У првом од њих, одржаном од 22. до 25. децембра 2006. године, борили су се тимови из осам градова Азербејџана.

## Нематеријална културна баштина

### Иран
Човган је традиционална игра јахања уз музику и приповедање; има историју дугу преко 2.000 година у Ирану где се углавном играо на краљевским дворовима и градским пољима. Човган укључује главну игру, одговарајућу музичку представу и приповедање. Носиоци укључују три основне групе: играче, приповедаче и музичаре. Човган је културни, уметнички и атлетски елемент са снажном везом са идентитетом и историјом његових носилаца и извођача. Присутан је у литератури, приповедању, пословицама, рукотворинама и орнаментима који су вредни делови симболике његових извођача. Као елемент који промовише здравље тела и душе, човган такође успоставља везу између природе, људи и коња. Преношење традиције се одвија неформално у породици или на радионицама, а породице и локални извођачи и даље активно штите технике човгана. Током последњих деценија основана су и удружења која одржавају курсеве обуке, подржавају локалне мајсторе и пружају помоћ у преношењу свих аспеката човгана, истовремено чувајући локалну разноликост.
Човган је 2017. године уписан на листу нематеријалне културне баштине Ирана.

### Азербејџан
Човкан је традиционална игра јахања коња коју на равном, травнатом терену играју две такмичарске екипе играча на коњима из Карабаха. Сваки тим има пет играча - два бека и три нападача. Игра почиње у центру терена и играчи користе дрвене чекиће да покушају да забију малу кожну или дрвену лопту у противнички гол. Игра је прошарана инструменталном народном музиком која се зове џангхи. Сви играчи и тренери човкана су локални фармери и вешти јахачи. Традиционално носе велике астраханске шешире, дугачке припијене капуте са високим струком и посебне панталоне, чарапе и ципеле. Посетиоци свих узраста долазе да гледају ову традиционалну утакмицу и подржавају своје тимове. Човкан јача осећања идентитета укорењена у култури и повезан је са перцепцијом коња као саставног дела свакодневног живота. Правила, вештине и технике човкана се преносе са искусних играча на почетнике кроз колективне тренинге. Пракса и пренос човкана су, међутим, ослабили због губитка интересовања међу омладином, у комбинацији са урбанизацијом и миграцијом, што је довело до недостатка играча, тренера и карабашких коња.
Човкан у Републици Азербејџан је 2013. године уврштен на Унескову листу нематеријалног културног наслеђа коме је потребна хитна заштита.